# Патреева Гора
Патреева Гора — деревня в Выскатском сельском поселении Сланцевского района Ленинградской области.

## История
Деревня Патревшина упоминается на карте Санкт-Петербургской губернии Ф. Ф. Шуберта 1834 года.

ПАТРАКЕЕВА ГОРА — деревня принадлежит генерал-майорше Лихардовой, число жителей по ревизии: 36 м. п., 39 ж. п. (1838 год)

Как две смежные деревни Патревшина она отмечена на карте профессора С. С. Куторги 1852 года.

ПОТРИКЕЕВА ГОРА — деревня госпожи Лихардовой, по просёлочной дороге, число дворов — 12, число душ — 30 м. п. (1856 год)

ПАТРЕЕВА ГОРА (ПАТРЕВШИНА) — деревня владельческая при речке Дымокорке, число дворов — 15, число жителей: 40 м. п., 42 ж. п. (1862 год) 

Сборник Центрального статистического комитета описывал её так:

ПАТРЕЕВА ГОРА — деревня бывшая владельческая при речке Дымокорке, дворов — 17, жителей — 102; часовня, кожевенный завод. (1885 год)

В XIX — начале XX века деревня административно относилась к Выскатской волости 1-го земского участка 1-го стана Гдовского уезда Санкт-Петербургской губернии.
Согласно Памятной книжке Санкт-Петербургской губернии 1905 года деревня называлась Патреева-Гора и входила в Патреевское сельское общество.

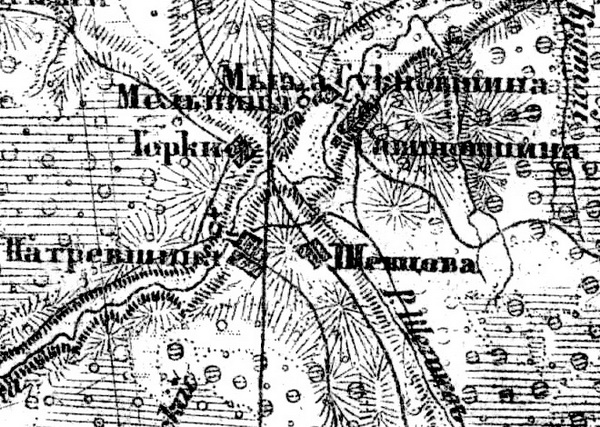
Деревня Патреева Гора на карте 1919 года

Согласно карте Петроградской и Эстляндской губерний 1919 года деревня называлась Патревшина. На противоположном берегу реки Дымокарки находилась деревянная часовня.
С 1917 по 1927 год деревня входила в состав Патреевского сельсовета Выскатской волости Гдовского уезда.
С августа 1927 года, в составе Рудненского района.
С 1928 года, в составе Савиновщинского сельсовета. В 1928 году население деревни составляло 123 человека.
По данным 1933 года деревня называлась Петриева Гора и входила в состав Савиновщинского сельсовета Рудненского района. С августа 1933 года, в составе Гдовского района.
С сентября 1940 года, в составе Сланцевского района.
С 1 августа 1941 года по 31 января 1944 года, германская оккупация.
С 1954 года, в составе Попковогорского сельсовета.
С 1963 года, в составе Кингисеппского района.
По состоянию на 1 августа 1965 года деревня Патреева Гора входила в состав Выскатского сельсовета Кингисеппского района. С ноября 1965 года, вновь в составе Выскатского сельсовета Сланцевского района. В 1965 году население деревни составляло 75 человек.
По данным 1973 года деревня Патреева Гора входила в состав Попковогорского сельсовета Сланцевского района.
По данным 1990 года деревня Патреева Гора входила в состав Выскатского сельсовета.
В 1997 году в деревне Патреева Гора Выскатской волости проживали 10 человек, в 2002 году — 7 человек (русские — 86 %).
В 2007 году в деревне Патреева Гора Выскатского СП проживали 6, в 2010 году — 14, в 2011 году — 9, в 2012 году — 10, в 2013 году — 16, в 2014 году — 15 человек.

## География
Деревня расположена в центральной части района к северу от автодороги 41К-188 (Гостицы — Большая Пустомержа) на автодороге 41К-804 (Патреева Гора — Савиновщина).
Расстояние до административного центра поселения — 14 км.
Расстояние до ближайшей железнодорожной платформы Сланцы — 20 км.
Деревня находится на правом берегу реки Дымакарка.

## Демография
| 1862 | 2007 | 2010 | 2017 |
| ---- | ---- | ---- | ---- |
| 82   | ↘6   | ↗14  | ↘10  |

## Инфраструктура
На 2014 год в деревне было зарегистрировано три домохозяйства.